# Trnovica, Kolašin
Trnovica este un sat din comuna Kolašin, Muntenegru. Conform datelor de la recensământul din 2003, localitatea are 21 de locuitori (la recensământul din 1991 erau 37 de locuitori).

## Demografie
În satul Trnovica locuiesc 18 persoane adulte, iar vârsta medie a populației este de 51,7 de ani (46,2 la bărbați și 59,1 la femei). În localitate sunt 9 gospodării, iar numărul mediu de membri în gospodărie este de 2,33.
Populația localității este foarte eterogenă.
|  |

| Demografie | Demografie | Demografie |
| An         | Locuitori  | Locuitori  |
| ---------- | ---------- | ---------- |
|            |            |            |
|            |            |            |
|            |            |            |
|            |            |            |
| 1948       | 117        |            |
| 1953       | 95         |            |
| 1961       | 108        |            |
| 1971       | 103        |            |
| 1981       | 92         |            |
| 1991       | 37         | 37         |
| 2003       | 21         | 21         |

| \| Componența etnică conform recensământului din 2003[2] \| Componența etnică conform recensământului din 2003[2] \| Componența etnică conform recensământului din 2003[2] \| Componența etnică conform recensământului din 2003[2] \| Componența etnică conform recensământului din 2003[2] \| \| ----------------------------------------------------- \| ----------------------------------------------------- \| ----------------------------------------------------- \| ----------------------------------------------------- \| ----------------------------------------------------- \| \| \| \| \| \| \| \| Muntenegreni \| Muntenegreni \| \| 12 \| 57,14% \| \| Sârbi \| Sârbi \| \| 9 \| 42,85% \| \| necunoscută \| necunoscută \| \| 0 \| 0% \| |              |  |    |        |
| Componența etnică conform recensământului din 2003 |              |  |    |        |
| |              |  |    |        |
| Muntenegreni | Muntenegreni |  | 12 | 57,14% |
| Sârbi | Sârbi        |  | 9  | 42,85% |
| necunoscută | necunoscută  |  | 0  | 0%     |